# Cachito de mi corazón
Cachito de mi corazón (trad.: Pedacinho do Meu Coração)é uma telenovela mexicana exibida pela Azteca e produzida por Melling Ley e Genoveva Martínez em 2008. Foi protagonizada por Chucho Reyes e Amaranta Ruiz com antagonização de Víctor Civeira, Ángela Fuste e Alejandra Ley.

## Elenco
- Chucho Reyes - Apolonio ¨Don Cacho¨
- Amaranta Ruíz - Nadia
- Víctor Civeira - ¨El Gallo¨
- Ángela Fuste - Anita
- Alejandra Ley - Dulce
- Simone Victoria - Macarena
- Josefo - Federico
- Laura Luz - Agustina
- Raki - ¨Chambitas¨
- Cinthia Hernández - Apolina
- Lambda García - William